# 1559
Portal Geschichte | Portal Biografien | Aktuelle Ereignisse | Jahreskalender | Tagesartikel

◄ |
15. Jahrhundert |
16. Jahrhundert
| 17. Jahrhundert | ►

◄ |
1520er |
1530er |
1540er |
1550er
| 1560er | 1570er | 1580er | ►

◄◄ |
◄ |
1555 |
1556 |
1557 |
1558 |
1559
| 1560 | 1561 | 1562 | 1563 | ► | ►►
Staatsoberhäupter  · Nekrolog   · Musikjahr
| Januar | Januar | Januar | Januar | Januar | Januar | Januar | Januar |
| Kw     | Mo     | Di     | Mi     | Do     | Fr     | Sa     | So     |
| ------ | ------ | ------ | ------ | ------ | ------ | ------ | ------ |
| 52     |        |        |        |        |        |        | 1      |
| 1      | 2      | 3      | 4      | 5      | 6      | 7      | 8      |
| 2      | 9      | 10     | 11     | 12     | 13     | 14     | 15     |
| 3      | 16     | 17     | 18     | 19     | 20     | 21     | 22     |
| 4      | 23     | 24     | 25     | 26     | 27     | 28     | 29     |
| 5      | 30     | 31     |        |        |        |        |        |

| Februar | Februar | Februar | Februar | Februar | Februar | Februar | Februar |
| Kw      | Mo      | Di      | Mi      | Do      | Fr      | Sa      | So      |
| ------- | ------- | ------- | ------- | ------- | ------- | ------- | ------- |
| 5       |         |         | 1       | 2       | 3       | 4       | 5       |
| 6       | 6       | 7       | 8       | 9       | 10      | 11      | 12      |
| 7       | 13      | 14      | 15      | 16      | 17      | 18      | 19      |
| 8       | 20      | 21      | 22      | 23      | 24      | 25      | 26      |
| 9       | 27      | 28      |         |         |         |         |         |

| März | März | März | März | März | März | März | März |
| Kw   | Mo   | Di   | Mi   | Do   | Fr   | Sa   | So   |
| ---- | ---- | ---- | ---- | ---- | ---- | ---- | ---- |
| 9    |      |      | 1    | 2    | 3    | 4    | 5    |
| 10   | 6    | 7    | 8    | 9    | 10   | 11   | 12   |
| 11   | 13   | 14   | 15   | 16   | 17   | 18   | 19   |
| 12   | 20   | 21   | 22   | 23   | 24   | 25   | 26   |
| 13   | 27   | 28   | 29   | 30   | 31   |      |      |

| April | April | April | April | April | April | April | April |
| Kw    | Mo    | Di    | Mi    | Do    | Fr    | Sa    | So    |
| ----- | ----- | ----- | ----- | ----- | ----- | ----- | ----- |
| 13    |       |       |       |       |       | 1     | 2     |
| 14    | 3     | 4     | 5     | 6     | 7     | 8     | 9     |
| 15    | 10    | 11    | 12    | 13    | 14    | 15    | 16    |
| 16    | 17    | 18    | 19    | 20    | 21    | 22    | 23    |
| 17    | 24    | 25    | 26    | 27    | 28    | 29    | 30    |

| Mai | Mai | Mai | Mai | Mai | Mai | Mai | Mai |
| Kw  | Mo  | Di  | Mi  | Do  | Fr  | Sa  | So  |
| --- | --- | --- | --- | --- | --- | --- | --- |
| 18  | 1   | 2   | 3   | 4   | 5   | 6   | 7   |
| 19  | 8   | 9   | 10  | 11  | 12  | 13  | 14  |
| 20  | 15  | 16  | 17  | 18  | 19  | 20  | 21  |
| 21  | 22  | 23  | 24  | 25  | 26  | 27  | 28  |
| 22  | 29  | 30  | 31  |     |     |     |     |

| Juni | Juni | Juni | Juni | Juni | Juni | Juni | Juni |
| Kw   | Mo   | Di   | Mi   | Do   | Fr   | Sa   | So   |
| ---- | ---- | ---- | ---- | ---- | ---- | ---- | ---- |
| 22   |      |      |      | 1    | 2    | 3    | 4    |
| 23   | 5    | 6    | 7    | 8    | 9    | 10   | 11   |
| 24   | 12   | 13   | 14   | 15   | 16   | 17   | 18   |
| 25   | 19   | 20   | 21   | 22   | 23   | 24   | 25   |
| 26   | 26   | 27   | 28   | 29   | 30   |      |      |

| Juli | Juli | Juli | Juli | Juli | Juli | Juli | Juli |
| Kw   | Mo   | Di   | Mi   | Do   | Fr   | Sa   | So   |
| ---- | ---- | ---- | ---- | ---- | ---- | ---- | ---- |
| 26   |      |      |      |      |      | 1    | 2    |
| 27   | 3    | 4    | 5    | 6    | 7    | 8    | 9    |
| 28   | 10   | 11   | 12   | 13   | 14   | 15   | 16   |
| 29   | 17   | 18   | 19   | 20   | 21   | 22   | 23   |
| 30   | 24   | 25   | 26   | 27   | 28   | 29   | 30   |
| 31   | 31   |      |      |      |      |      |      |

| August | August | August | August | August | August | August | August |
| Kw     | Mo     | Di     | Mi     | Do     | Fr     | Sa     | So     |
| ------ | ------ | ------ | ------ | ------ | ------ | ------ | ------ |
| 31     |        | 1      | 2      | 3      | 4      | 5      | 6      |
| 32     | 7      | 8      | 9      | 10     | 11     | 12     | 13     |
| 33     | 14     | 15     | 16     | 17     | 18     | 19     | 20     |
| 34     | 21     | 22     | 23     | 24     | 25     | 26     | 27     |
| 35     | 28     | 29     | 30     | 31     |        |        |        |

| September | September | September | September | September | September | September | September |
| Kw        | Mo        | Di        | Mi        | Do        | Fr        | Sa        | So        |
| --------- | --------- | --------- | --------- | --------- | --------- | --------- | --------- |
| 35        |           |           |           |           | 1         | 2         | 3         |
| 36        | 4         | 5         | 6         | 7         | 8         | 9         | 10        |
| 37        | 11        | 12        | 13        | 14        | 15        | 16        | 17        |
| 38        | 18        | 19        | 20        | 21        | 22        | 23        | 24        |
| 39        | 25        | 26        | 27        | 28        | 29        | 30        |           |

| Oktober | Oktober | Oktober | Oktober | Oktober | Oktober | Oktober | Oktober |
| Kw      | Mo      | Di      | Mi      | Do      | Fr      | Sa      | So      |
| ------- | ------- | ------- | ------- | ------- | ------- | ------- | ------- |
| 39      |         |         |         |         |         |         | 1       |
| 40      | 2       | 3       | 4       | 5       | 6       | 7       | 8       |
| 41      | 9       | 10      | 11      | 12      | 13      | 14      | 15      |
| 42      | 16      | 17      | 18      | 19      | 20      | 21      | 22      |
| 43      | 23      | 24      | 25      | 26      | 27      | 28      | 29      |
| 44      | 30      | 31      |         |         |         |         |         |

| November | November | November | November | November | November | November | November |
| Kw       | Mo       | Di       | Mi       | Do       | Fr       | Sa       | So       |
| -------- | -------- | -------- | -------- | -------- | -------- | -------- | -------- |
| 44       |          |          | 1        | 2        | 3        | 4        | 5        |
| 45       | 6        | 7        | 8        | 9        | 10       | 11       | 12       |
| 46       | 13       | 14       | 15       | 16       | 17       | 18       | 19       |
| 47       | 20       | 21       | 22       | 23       | 24       | 25       | 26       |
| 48       | 27       | 28       | 29       | 30       |          |          |          |

| Dezember | Dezember | Dezember | Dezember | Dezember | Dezember | Dezember | Dezember |
| Kw       | Mo       | Di       | Mi       | Do       | Fr       | Sa       | So       |
| -------- | -------- | -------- | -------- | -------- | -------- | -------- | -------- |
| 48       |          |          |          |          | 1        | 2        | 3        |
| 49       | 4        | 5        | 6        | 7        | 8        | 9        | 10       |
| 50       | 11       | 12       | 13       | 14       | 15       | 16       | 17       |
| 51       | 18       | 19       | 20       | 21       | 22       | 23       | 24       |
| 52       | 25       | 26       | 27       | 28       | 29       | 30       | 31       |

| Januar | Januar | Januar | Januar | Januar | Januar | Januar | Januar |
| Kw     | Mo     | Di     | Mi     | Do     | Fr     | Sa     | So     |
| ------ | ------ | ------ | ------ | ------ | ------ | ------ | ------ |
| 52     |        |        |        |        |        |        | 1      |
| 1      | 2      | 3      | 4      | 5      | 6      | 7      | 8      |
| 2      | 9      | 10     | 11     | 12     | 13     | 14     | 15     |
| 3      | 16     | 17     | 18     | 19     | 20     | 21     | 22     |
| 4      | 23     | 24     | 25     | 26     | 27     | 28     | 29     |
| 5      | 30     | 31     |        |        |        |        |        |

| Februar | Februar | Februar | Februar | Februar | Februar | Februar | Februar |
| Kw      | Mo      | Di      | Mi      | Do      | Fr      | Sa      | So      |
| ------- | ------- | ------- | ------- | ------- | ------- | ------- | ------- |
| 5       |         |         | 1       | 2       | 3       | 4       | 5       |
| 6       | 6       | 7       | 8       | 9       | 10      | 11      | 12      |
| 7       | 13      | 14      | 15      | 16      | 17      | 18      | 19      |
| 8       | 20      | 21      | 22      | 23      | 24      | 25      | 26      |
| 9       | 27      | 28      |         |         |         |         |         |

| März | März | März | März | März | März | März | März |
| Kw   | Mo   | Di   | Mi   | Do   | Fr   | Sa   | So   |
| ---- | ---- | ---- | ---- | ---- | ---- | ---- | ---- |
| 9    |      |      | 1    | 2    | 3    | 4    | 5    |
| 10   | 6    | 7    | 8    | 9    | 10   | 11   | 12   |
| 11   | 13   | 14   | 15   | 16   | 17   | 18   | 19   |
| 12   | 20   | 21   | 22   | 23   | 24   | 25   | 26   |
| 13   | 27   | 28   | 29   | 30   | 31   |      |      |

| April | April | April | April | April | April | April | April |
| Kw    | Mo    | Di    | Mi    | Do    | Fr    | Sa    | So    |
| ----- | ----- | ----- | ----- | ----- | ----- | ----- | ----- |
| 13    |       |       |       |       |       | 1     | 2     |
| 14    | 3     | 4     | 5     | 6     | 7     | 8     | 9     |
| 15    | 10    | 11    | 12    | 13    | 14    | 15    | 16    |
| 16    | 17    | 18    | 19    | 20    | 21    | 22    | 23    |
| 17    | 24    | 25    | 26    | 27    | 28    | 29    | 30    |

| Mai | Mai | Mai | Mai | Mai | Mai | Mai | Mai |
| Kw  | Mo  | Di  | Mi  | Do  | Fr  | Sa  | So  |
| --- | --- | --- | --- | --- | --- | --- | --- |
| 18  | 1   | 2   | 3   | 4   | 5   | 6   | 7   |
| 19  | 8   | 9   | 10  | 11  | 12  | 13  | 14  |
| 20  | 15  | 16  | 17  | 18  | 19  | 20  | 21  |
| 21  | 22  | 23  | 24  | 25  | 26  | 27  | 28  |
| 22  | 29  | 30  | 31  |     |     |     |     |

| Juni | Juni | Juni | Juni | Juni | Juni | Juni | Juni |
| Kw   | Mo   | Di   | Mi   | Do   | Fr   | Sa   | So   |
| ---- | ---- | ---- | ---- | ---- | ---- | ---- | ---- |
| 22   |      |      |      | 1    | 2    | 3    | 4    |
| 23   | 5    | 6    | 7    | 8    | 9    | 10   | 11   |
| 24   | 12   | 13   | 14   | 15   | 16   | 17   | 18   |
| 25   | 19   | 20   | 21   | 22   | 23   | 24   | 25   |
| 26   | 26   | 27   | 28   | 29   | 30   |      |      |

| Juli | Juli | Juli | Juli | Juli | Juli | Juli | Juli |
| Kw   | Mo   | Di   | Mi   | Do   | Fr   | Sa   | So   |
| ---- | ---- | ---- | ---- | ---- | ---- | ---- | ---- |
| 26   |      |      |      |      |      | 1    | 2    |
| 27   | 3    | 4    | 5    | 6    | 7    | 8    | 9    |
| 28   | 10   | 11   | 12   | 13   | 14   | 15   | 16   |
| 29   | 17   | 18   | 19   | 20   | 21   | 22   | 23   |
| 30   | 24   | 25   | 26   | 27   | 28   | 29   | 30   |
| 31   | 31   |      |      |      |      |      |      |

| August | August | August | August | August | August | August | August |
| Kw     | Mo     | Di     | Mi     | Do     | Fr     | Sa     | So     |
| ------ | ------ | ------ | ------ | ------ | ------ | ------ | ------ |
| 31     |        | 1      | 2      | 3      | 4      | 5      | 6      |
| 32     | 7      | 8      | 9      | 10     | 11     | 12     | 13     |
| 33     | 14     | 15     | 16     | 17     | 18     | 19     | 20     |
| 34     | 21     | 22     | 23     | 24     | 25     | 26     | 27     |
| 35     | 28     | 29     | 30     | 31     |        |        |        |

| September | September | September | September | September | September | September | September |
| Kw        | Mo        | Di        | Mi        | Do        | Fr        | Sa        | So        |
| --------- | --------- | --------- | --------- | --------- | --------- | --------- | --------- |
| 35        |           |           |           |           | 1         | 2         | 3         |
| 36        | 4         | 5         | 6         | 7         | 8         | 9         | 10        |
| 37        | 11        | 12        | 13        | 14        | 15        | 16        | 17        |
| 38        | 18        | 19        | 20        | 21        | 22        | 23        | 24        |
| 39        | 25        | 26        | 27        | 28        | 29        | 30        |           |

| Oktober | Oktober | Oktober | Oktober | Oktober | Oktober | Oktober | Oktober |
| Kw      | Mo      | Di      | Mi      | Do      | Fr      | Sa      | So      |
| ------- | ------- | ------- | ------- | ------- | ------- | ------- | ------- |
| 39      |         |         |         |         |         |         | 1       |
| 40      | 2       | 3       | 4       | 5       | 6       | 7       | 8       |
| 41      | 9       | 10      | 11      | 12      | 13      | 14      | 15      |
| 42      | 16      | 17      | 18      | 19      | 20      | 21      | 22      |
| 43      | 23      | 24      | 25      | 26      | 27      | 28      | 29      |
| 44      | 30      | 31      |         |         |         |         |         |

| November | November | November | November | November | November | November | November |
| Kw       | Mo       | Di       | Mi       | Do       | Fr       | Sa       | So       |
| -------- | -------- | -------- | -------- | -------- | -------- | -------- | -------- |
| 44       |          |          | 1        | 2        | 3        | 4        | 5        |
| 45       | 6        | 7        | 8        | 9        | 10       | 11       | 12       |
| 46       | 13       | 14       | 15       | 16       | 17       | 18       | 19       |
| 47       | 20       | 21       | 22       | 23       | 24       | 25       | 26       |
| 48       | 27       | 28       | 29       | 30       |          |          |          |

| Dezember | Dezember | Dezember | Dezember | Dezember | Dezember | Dezember | Dezember |
| Kw       | Mo       | Di       | Mi       | Do       | Fr       | Sa       | So       |
| -------- | -------- | -------- | -------- | -------- | -------- | -------- | -------- |
| 48       |          |          |          |          | 1        | 2        | 3        |
| 49       | 4        | 5        | 6        | 7        | 8        | 9        | 10       |
| 50       | 11       | 12       | 13       | 14       | 15       | 16       | 17       |
| 51       | 18       | 19       | 20       | 21       | 22       | 23       | 24       |
| 52       | 25       | 26       | 27       | 28       | 29       | 30       | 31       |

## Ereignisse

### Politik und Weltgeschehen

#### England

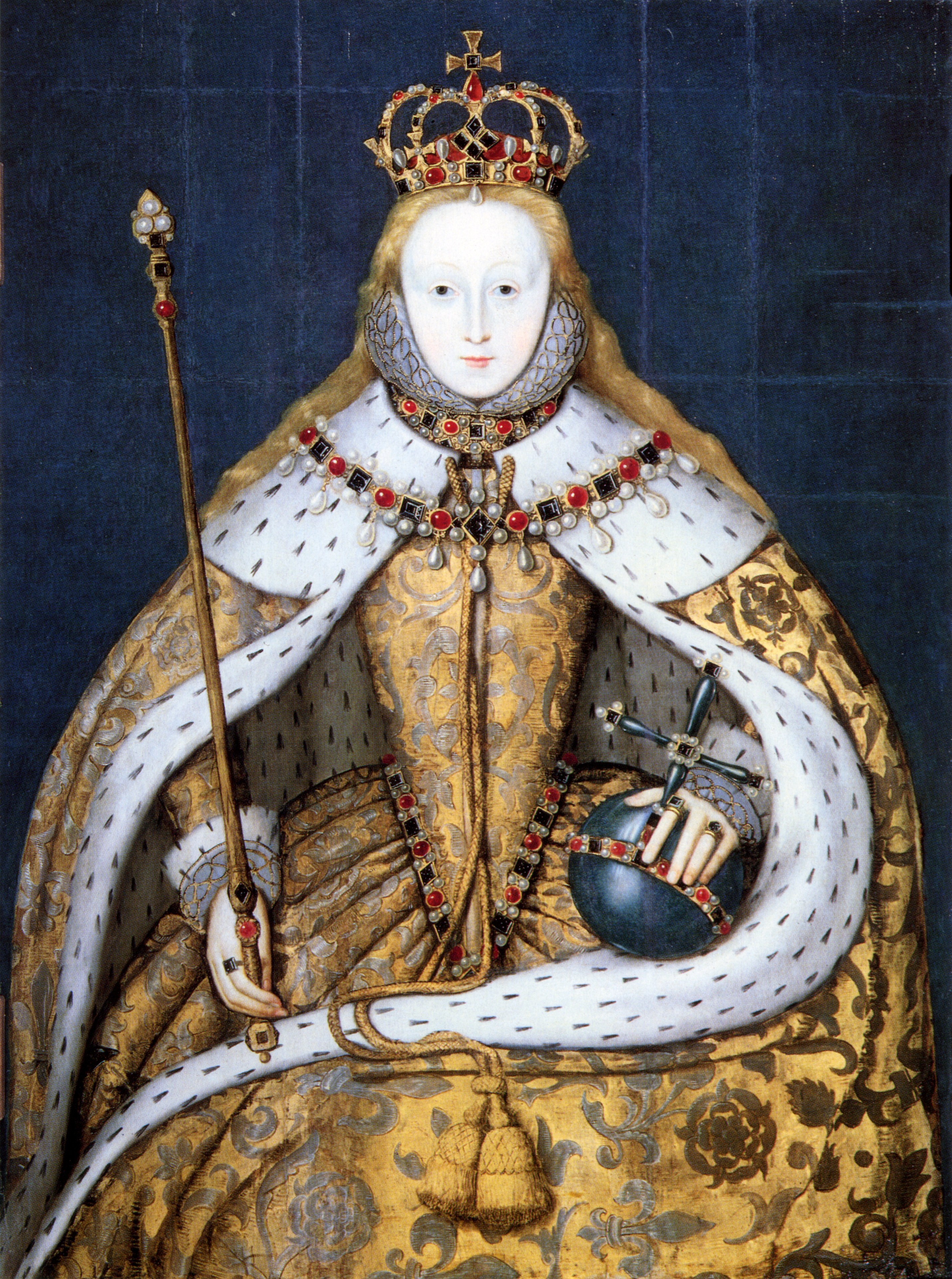
Krönungsbildnis von Elisabeth I.

- 15. Januar: Elisabeth I. wird in der Westminster Abbey zur Königin von England und Irland gekrönt. Unter ihrer Regentschaft wird England eine Weltmacht.

#### Frankreich / Spanien
- 12. März/2./3. April: Der Frieden von Cateau-Cambrésis beendet den Krieg zwischen England, Spanien und Frankreich um die Vormachtstellung in Europa.
- 21. Mai: In Valladolid findet das erste dortige Autodafé mit 200.000 Zuschauern statt, darunter die Regentin Johanna von Spanien und Infant Don Carlos. 14 evangelische Christen, darunter Antonio Herrezuelo, werden verbrannt, 16 weitere, darunter Leonor de Cisnere, erhalten Bußstrafen.
- 10. Juli: Der französische König Heinrich II. stirbt nach einem Turnierunfall anlässlich des Friedensschlusses. Sein erst 15-jähriger Sohn Franz II. wird zu seinem Nachfolger.
- 21. Juli: Der 42-jährige Philipp II. von Spanien heiratet per procurationem die 14-jährige französische Prinzessin Elisabeth von Valois.

#### Weitere Ereignisse in Europa

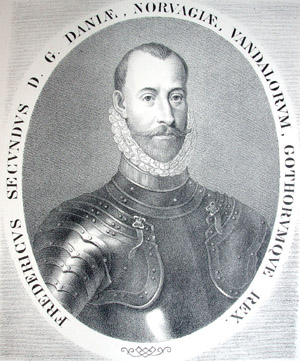
Friedrich II. von Dänemark

- 1. Januar: Nach dem Tod von Christian III. wird sein Sohn Friedrich II. König von Dänemark und Norwegen.
- Mai/Juni: Letzte Fehde: Ein Heer aus Dänen und norddeutschen Adligen unter Johann Rantzau unterwirft die Freie Bauernrepublik Dithmarschen.
- 3. Oktober: Mit dem Tod von Ercole II. d’Este wird sein Sohn Alfonso II. Herzog von Ferrara, Modena und Reggio.
- In Württemberg wird in der großen Kirchenordnung eine Schulpflicht festgelegt, die allerdings nur für den männlichen Teil der Bevölkerung gilt.
- Der Fränkische Reichskreis bekommt die Münzaufsicht.

#### Amerika
- 15. August: Mit Pensacola in Florida wird die erste europäische Siedlung auf dem Gebiet der heutigen USA gegründet, die allerdings bereits am 19. September durch ein Unwetter zerstört wird. Die meisten Überlebenden begeben sich daraufhin für mehrere Monate landeinwärts.

### Wirtschaft
- 19. August: Der Reichstag zu Augsburg unternimmt einen neuen Anlauf zur Augsburger Reichsmünzordnung. Der Dukat wird zur Reichsmünze erklärt, die nominale Parität von Gold- und Silbermünzen abgeschafft. Trotz der allgemeinen Erkenntnis der Schädlichkeit der bestehenden Münzverhältnisse und des allgemeinen Rufes nach einheitlicher Gestaltung des Münzwesens schließen sich auch dieser Reichsmünzordnung nicht alle Reichsfürsten an.

### Kultur

#### Bildende Kunst
Der Niederländische Renaissancemaler Pieter Bruegel der Ältere malt die beiden Ölgemälde Der Kampf zwischen Karneval und Fasten und Die niederländischen Sprichwörter.

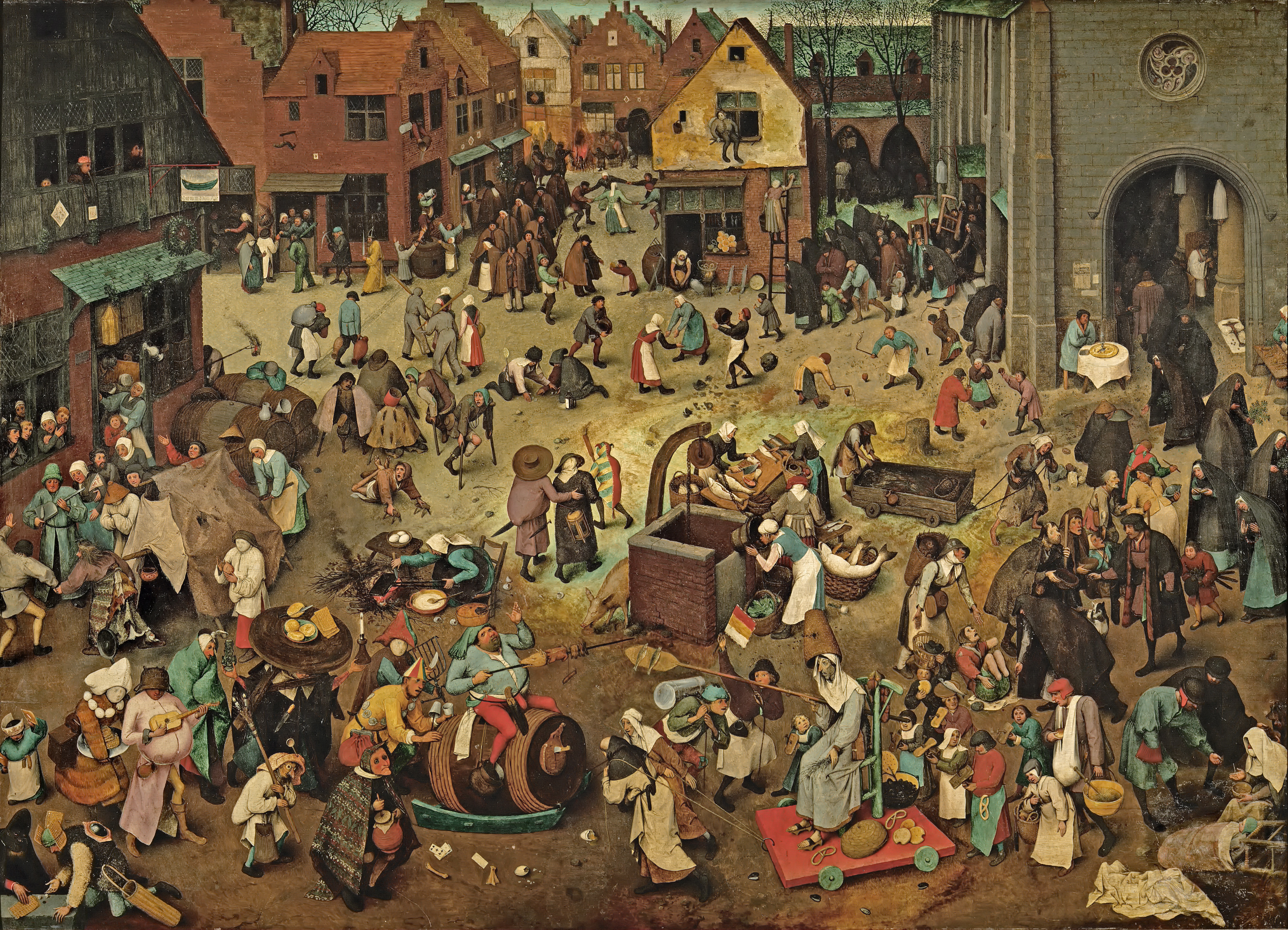
Der Kampf zwischen Karneval und Fasten
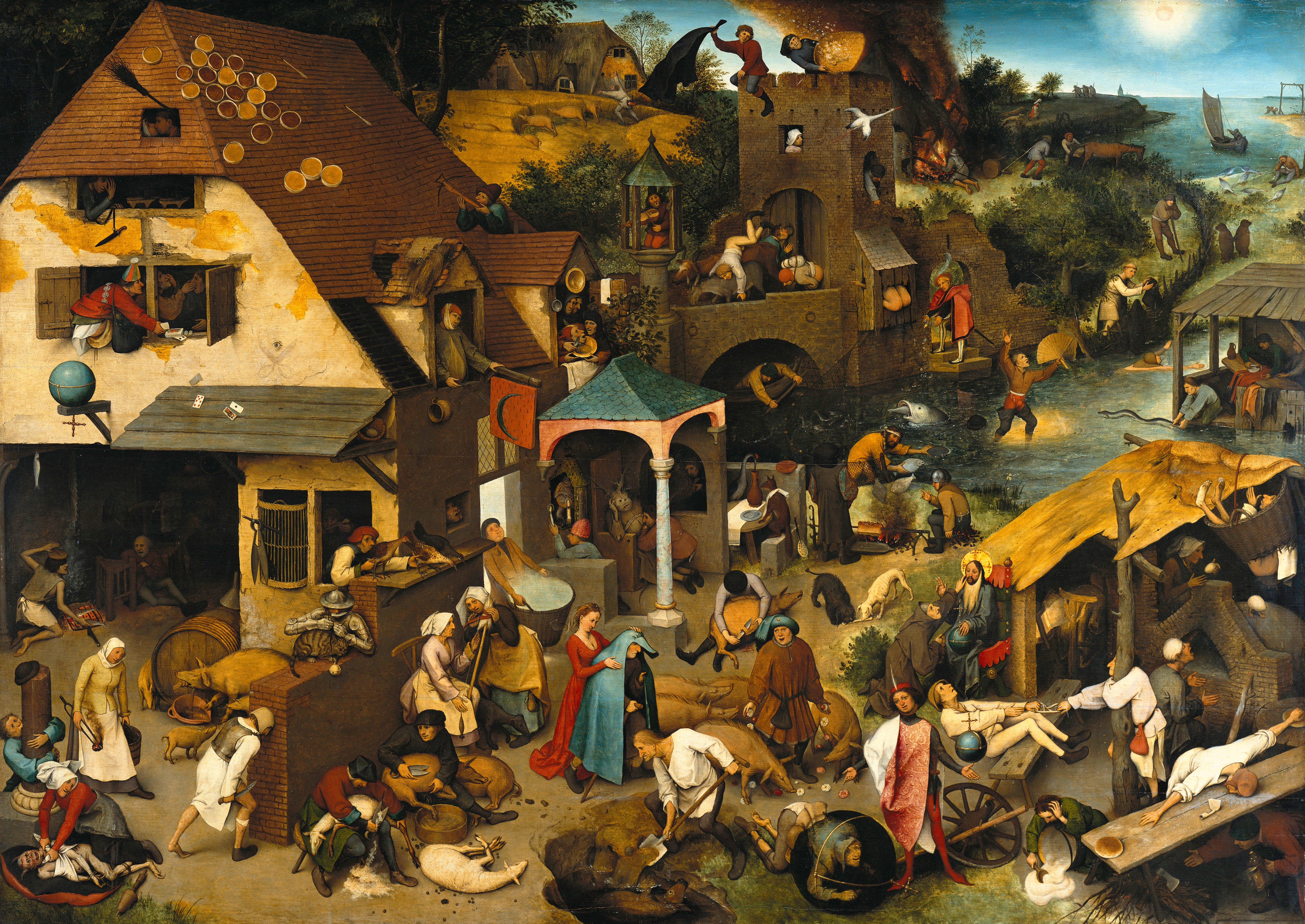
Die niederländischen Sprichwörter

#### Literatur

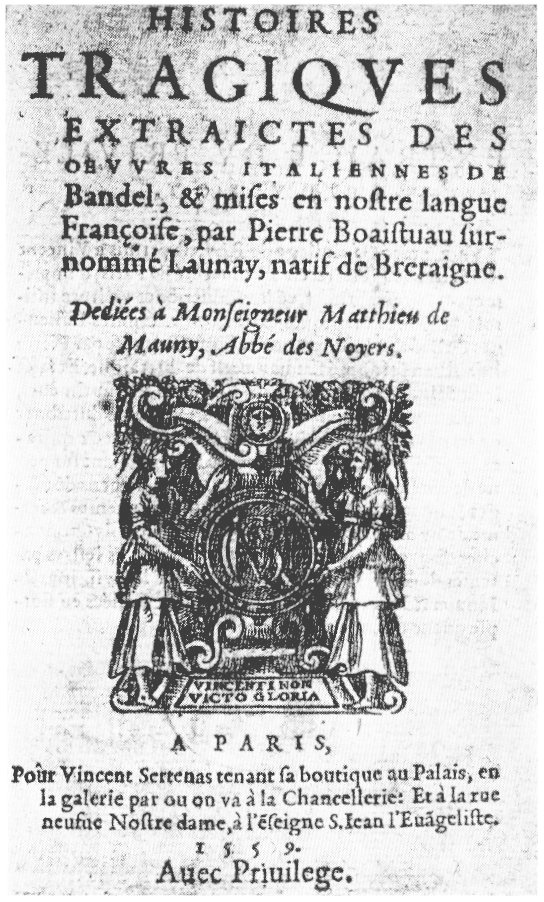
Pierre Boaistuaus Histoires tragiques

### Gesellschaft

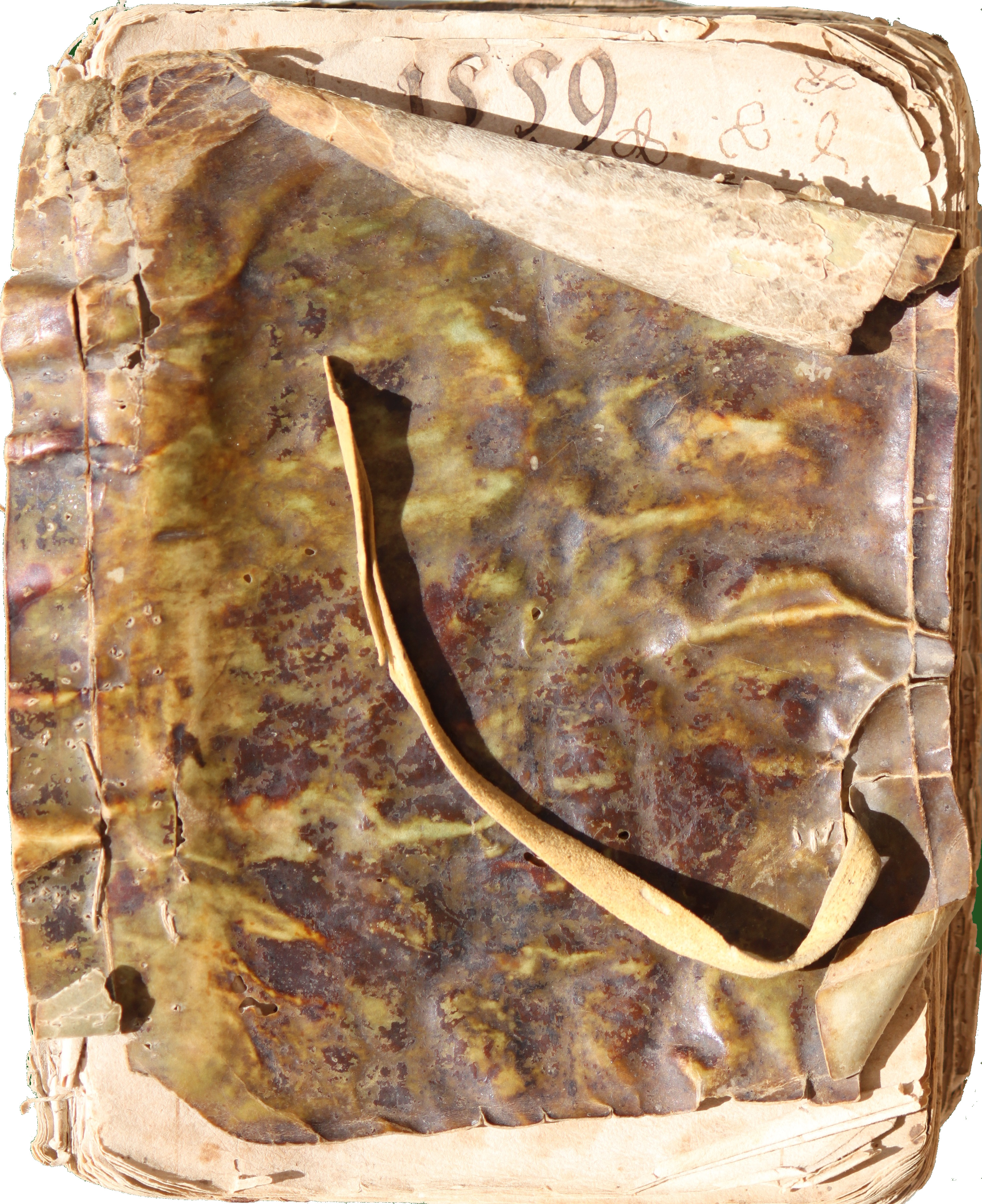
Ein schön Kochbuch 1559, Vorderseite

- Im Raum Chur werden die ersten Rezepte für Ein schön Kochbuch 1559 niedergeschrieben.

### Religion

#### Römisch-Katholische Kirche
- 15. Februar: Papst Paul IV.  verfasst die päpstliche Bulle Cum ex apostolatus officio, in der er postuliert, dass nur Katholiken befugt sind, den Papst zu wählen.
- Als eine seiner letzten Handlungen setzt Paul IV. eine Buchzensur durch Verbot missliebiger Schriften im Index Librorum Prohibitorum in Kraft.
- 18. August: Nach dem Tod Papst Pauls IV. werden in Rom Freudenfeste gefeiert, Gefangene der Inquisition befreit und der Palast der Inquisition in Brand gesetzt.
- 5. September: Das Konklave 1559 tritt zusammen.
- 25. Dezember: Giovanni Angelo Medici wird zum Papst gewählt und nimmt den Namen Pius IV. an.
- Das Klosterstift Berchtesgaden wird zur Fürstpropstei erhoben. Wolfgang II. Griesstätter zu Haslach wird erster Fürstpropst.

#### Anglikanische Kirche
- 1. August: Matthew Parker wird als Nachfolger des Katholiken Reginald Pole zum Erzbischof von Canterbury gewählt.

#### Reformation

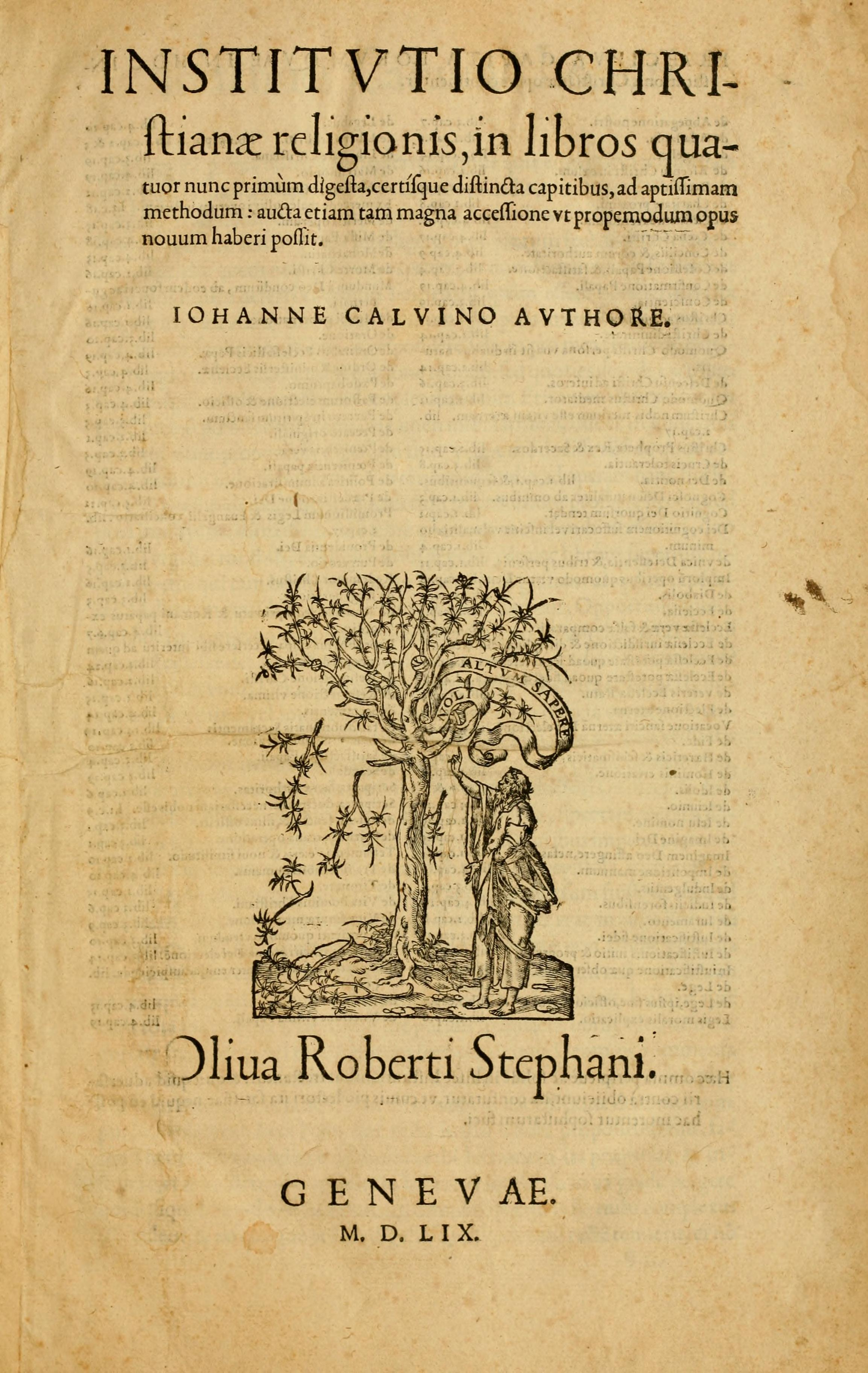
Titelseite der letzten Ausgabe der Institutio

- Die letzte – auf 80 Kapitel erweiterte – Ausgabe der Institutio Christianae Religionis erscheint, des theologischen Hauptwerks Johannes Calvins. Die 1535 vollendete erste Auflage hatte sechs Kapitel.
- Der Presbyterianer John Knox kehrt nach Schottland zurück, um die Church of Scotland zu reformieren.
- Die französischen Hugenotten formulieren die Confessio Gallicana.

## Historische Karten und Ansichten

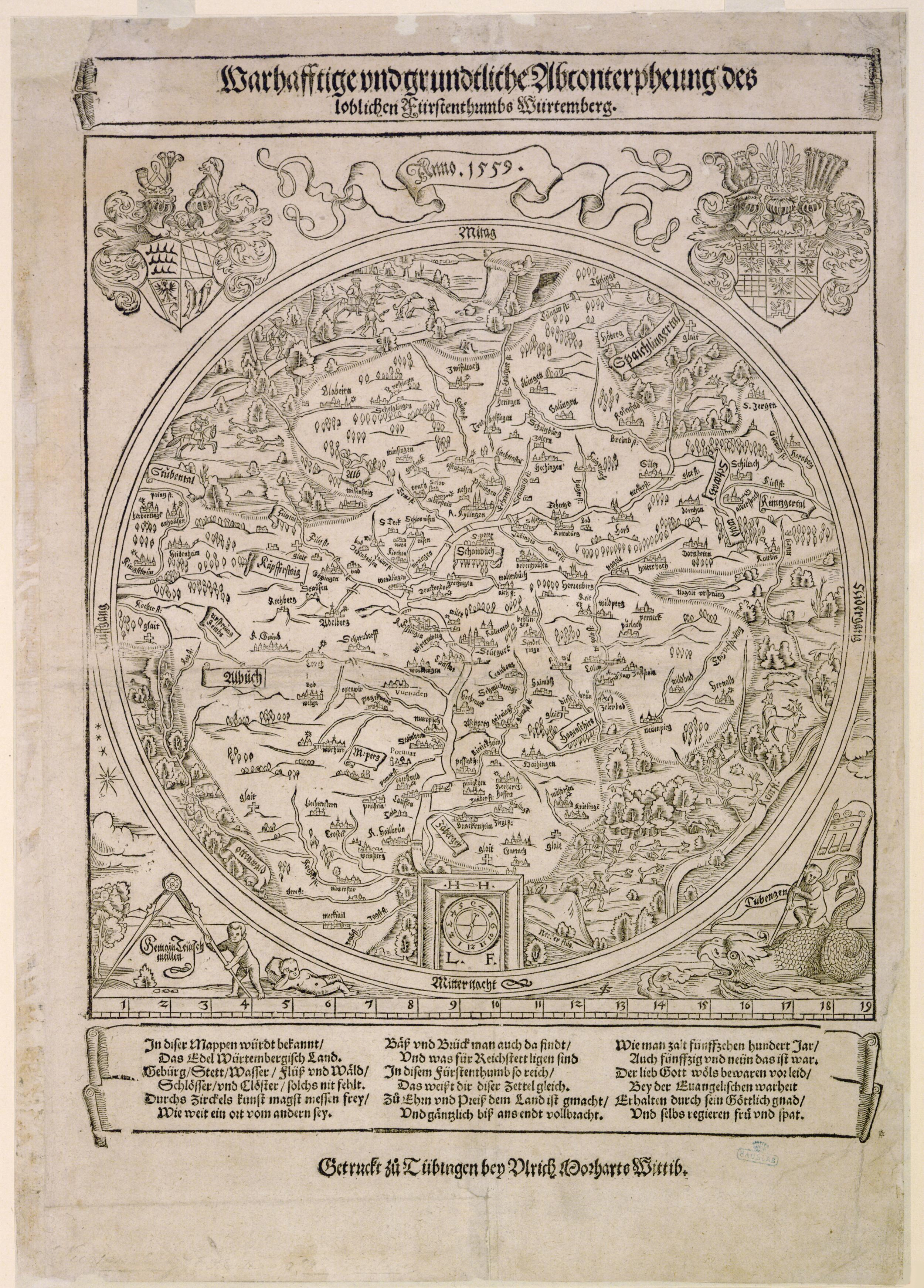
Karte Württembergs 1559

## Geboren

### Erstes Halbjahr

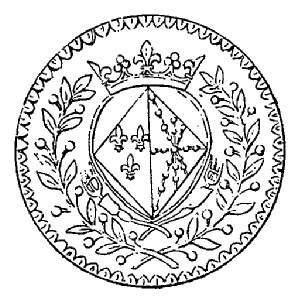
Catherine de Bourbon

- 07. Februar: Catherine de Bourbon, Regentin von Navarra († 1604)
- 18. Februar: Isaac Casaubon, protestantischer Gelehrter, Humanist († 1614)
- 19. Februar: Philipp II., Regent von Baden-Baden († 1588)

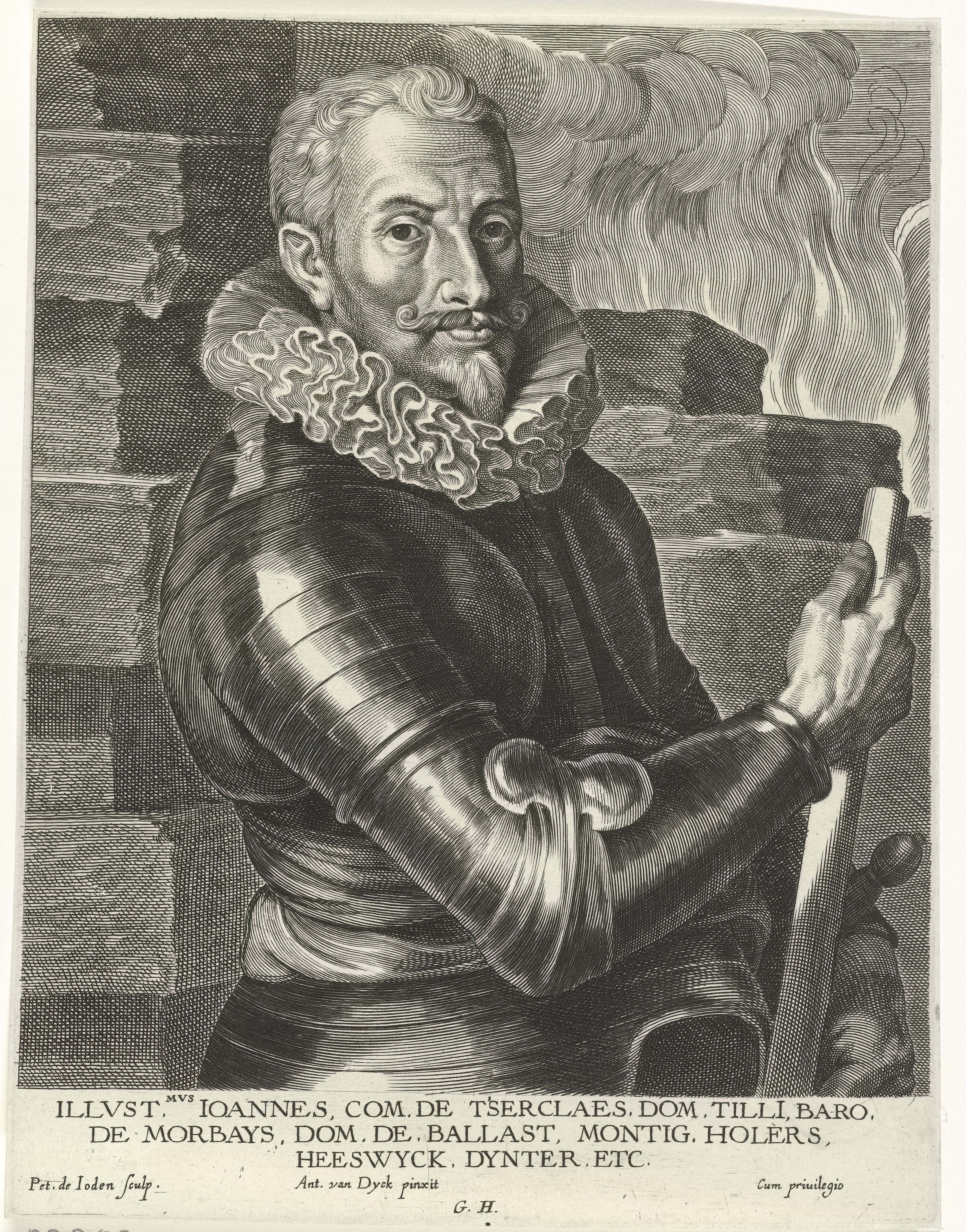
Johann t’Serclaes von Tilly

- 000Februar: Johann t’Serclaes von Tilly, kaiserlicher Feldherr im Dreißigjährigen Krieg († 1632)
- 20. März: Johann Friedrich Schröter, deutscher Mediziner († 1625)
- 26. März: Wolf Dietrich von Raitenau, Fürsterzbischof von Salzburg († 1617)
- 10. April: Melchior Jöstel, deutscher Mathematiker und Mediziner († 1611)
- 25. April: Sebastian Abesser, kur- und fürstlich-sächsischer Oberwild- und Jägermeister († 1616)
- 16. Mai: Dominicus a Jesu Maria, spanischer Karmelit († 1630)

### Zweites Halbjahr
- 22. Juli: Laurentius von Brindisi, italienischer Theologe († 1619)
- 27. Juli: Barbara von Pfalz-Zweibrücken-Neuburg, Gräfin von Oettingen-Oettingen († 1618)
- 18. August: Friedrich IV. von dem Bergh, Offizier in generalstaatischen und spanischen Diensten während des Achtzigjährigen Krieges († 1618)
- 24. August: Sophie Brahe, dänische Astronomin, Schwester und Mitarbeiterin von Tycho Brahe († 1643)
- 31. August: Oddur Einarsson, isländischer evangelischer Bischof († 1630)
- 21. September: Ludovico Cigoli, italienischer Poet, Maler, Bildhauer und Architekt († 1613)
- 29. September: Balthasar von Ahlefeldt, königlicher Rat- und Amtsmann von Flensburg und Rendsburg, Herr auf Kollmar, Drage und Heiligenstedten († 1626)
- 08. November: Salomon Gesner, deutscher lutherischer Theologe († 1605)

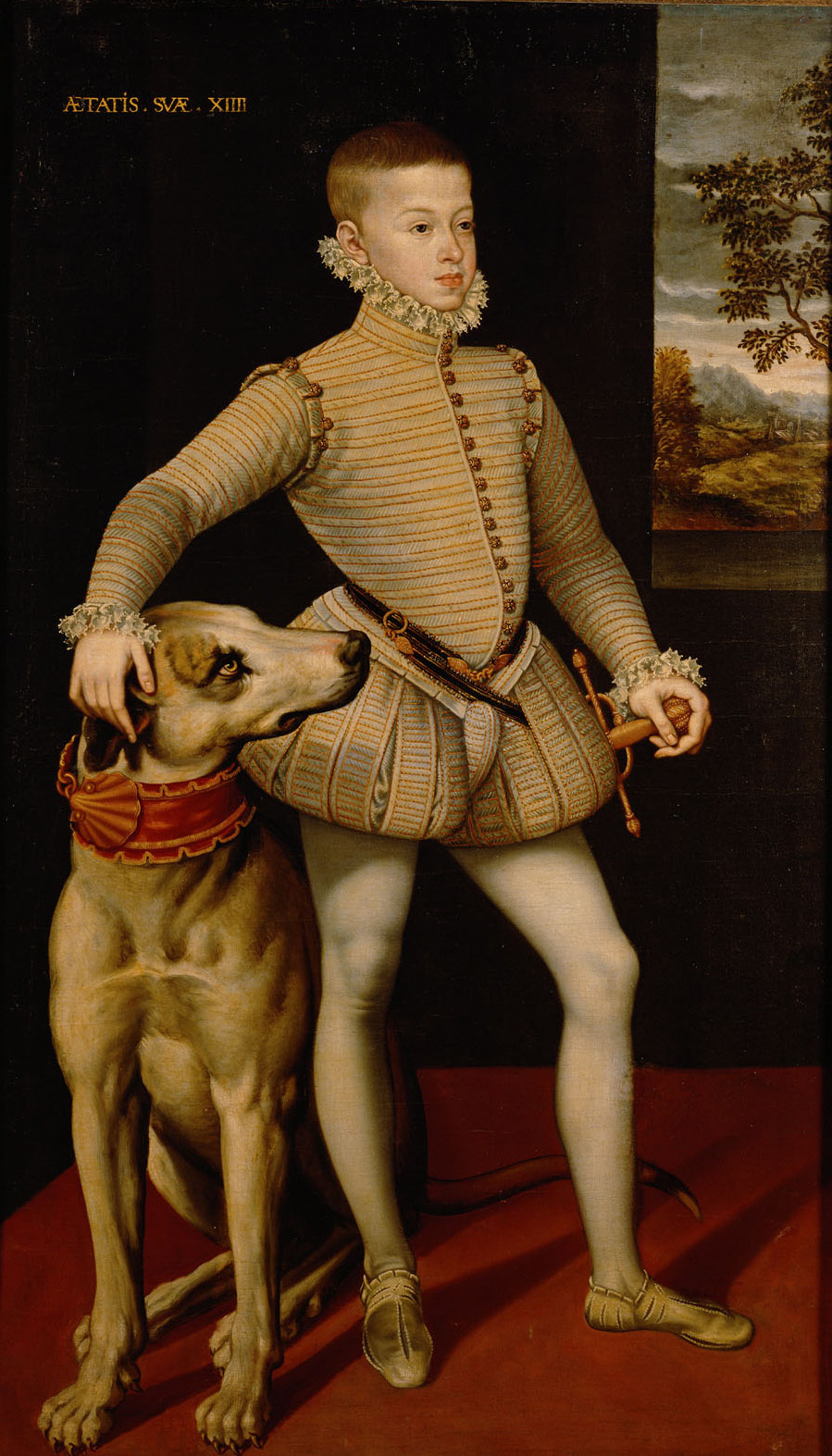
Albrecht VII. als Kind

- 13. November: Albrecht VII. von Habsburg, Erzherzog von Österreich und später Regent der spanischen Niederlande († 1621)
- 13. Dezember: Maximilien de Bethune, Herzog von Sully, französischer Staatsmann  und Marschall von Frankreich († 1641)
- 000Dezember: Robert Rich, 1. Earl of Warwick, englischer Adeliger († 1619)

### Genaues Geburtsdatum unbekannt
- Friedrich Thön, österreichischer Bildhauer († nach 1610)
- Gregor Schönfeld der Ältere, deutscher reformierter Theologe († 1628)
- Jacques d’Amboise, französischer Chirurg († 1606)
- James Hamilton, 1. Viscount Claneboye, schottischer Adeliger († 1644)
- Johannes Piderit, deutscher evangelischer Theologe und Historiograf († nach 1639)

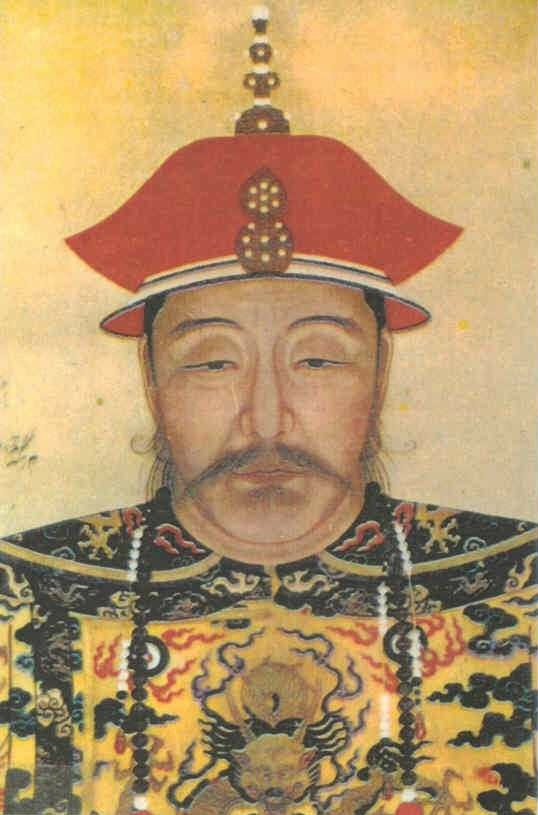
Nurhaci

- Justinus von Nassau, niederländischer Admiral († 1631)
- Nurhaci, chinesischer Kaiser, Begründer der Qing-Dynastie († 1626)
- Ōtani Yoshitsugu, japanischer Samurai († 1600)

### Geboren um 1559
- Tiziano Aspetti, italienischer Bildhauer des Barock († 1606)

## Gestorben

### Erstes Halbjahr

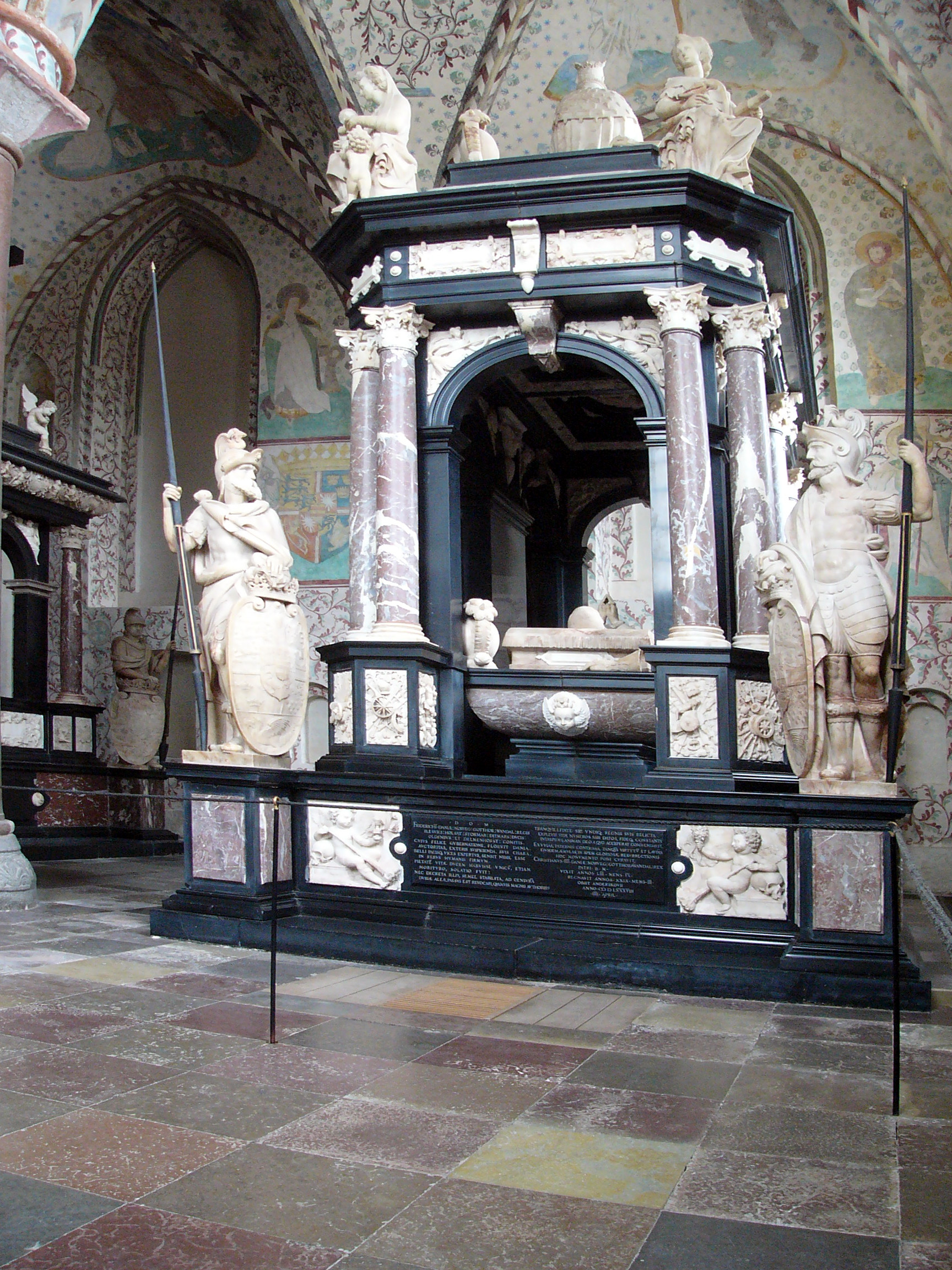
Grabmal Christians III. im Dom zu Roskilde

- 01. Januar: Christian III., König von Dänemark und Norwegen (* 1503)
- 04. Januar: Matthäus Ratzenberger, deutscher Arzt und Reformator (* 1501)
- 24. Januar: Wilhelm IV. von Henneberg, regierender Graf von Henneberg (* 1478)
- 25. Januar: Christian II., König von Dänemark, Norwegen und Schweden (* 1481)
- 09. Februar: Melchior Trost, deutscher Steinmetz, Brückenherr und Baumeister (* um 1500)
- 12. Februar: Ottheinrich, Pfalzgraf von Pfalz-Neuburg und Kurfürst von der Pfalz (* 1502)
- 14. Februar: Thomas Gyrfalk, Schweizer Reformator (* unbekannt)
- 13. März: Georg von Ghese, italienischer Kaufmann und evangelischer Märtyrer
- 13. März: Johannes Gropper, katholischer Theologe, Jurist und Kirchenpolitiker (* 1503)
- 23. März: Claudius, Kaiser von Äthiopien (* 1521/22)
- 30. März: Adam Ries, deutscher Mathematiker (* 1492)
- 21. Mai: Antonio Herrezuelo, spanischer evangelischer Märtyrer (* um 1513)
- 15. Juni: Hieronymus Sailer, Schweizer Kaufmann, Konquistador und Sklavenhändler (* 1495)

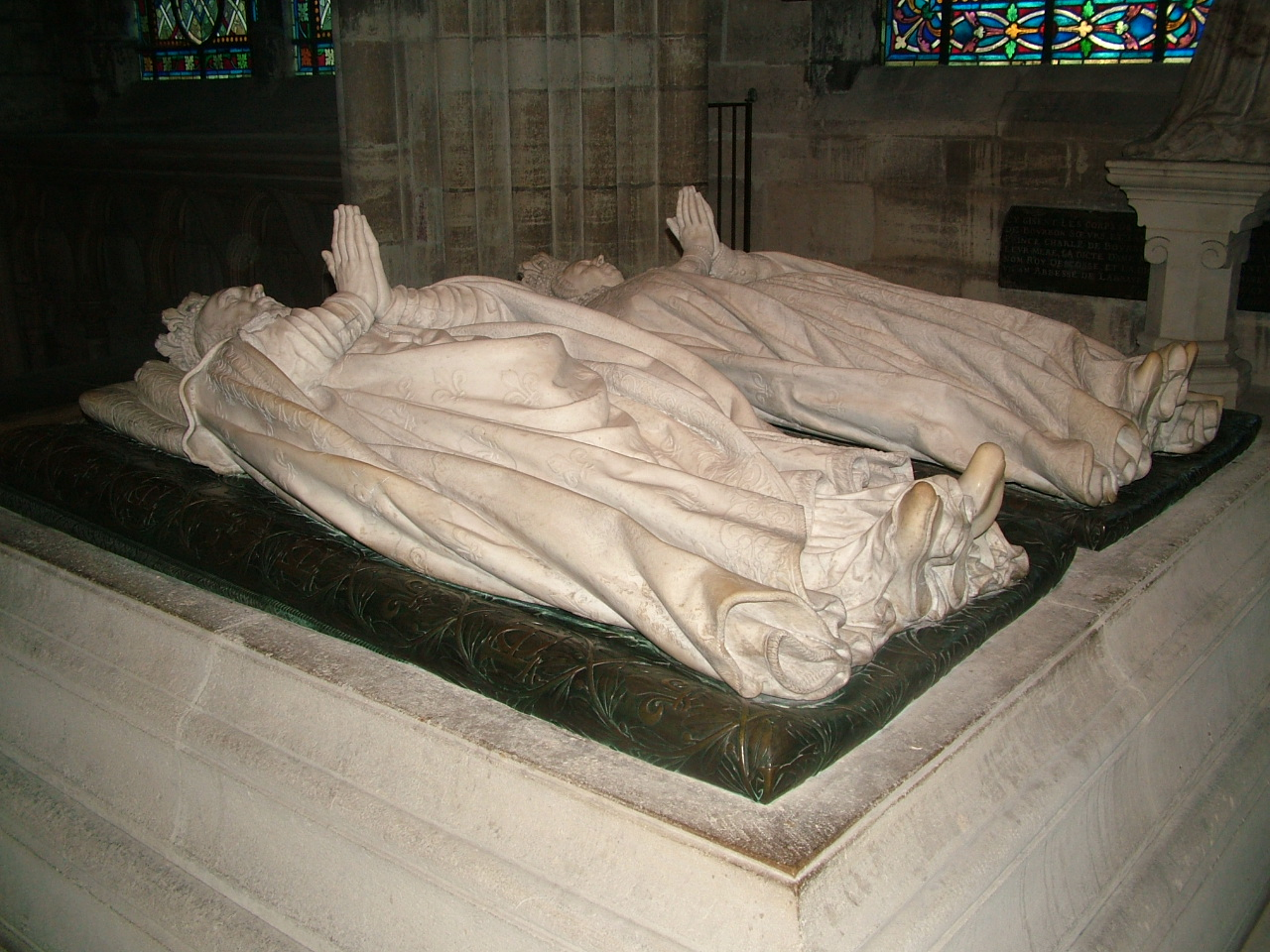
Grab Heinrichs II. und seiner Gattin, geschaffen von Germain Pilon

### Zweites Halbjahr
- 10. Juli: Heinrich II., König von Frankreich (* 1519)
- 23. Juli: Franciscus Duarenus, französischer Rechtsgelehrter (* 1509)
- 03. August: Andreas von Barby, dänischer Politiker und Bischof von Lübeck (* 1508)
- 11. August: Johann Lüdecke, deutscher evangelischer Theologe und Reformator (* um 1510)

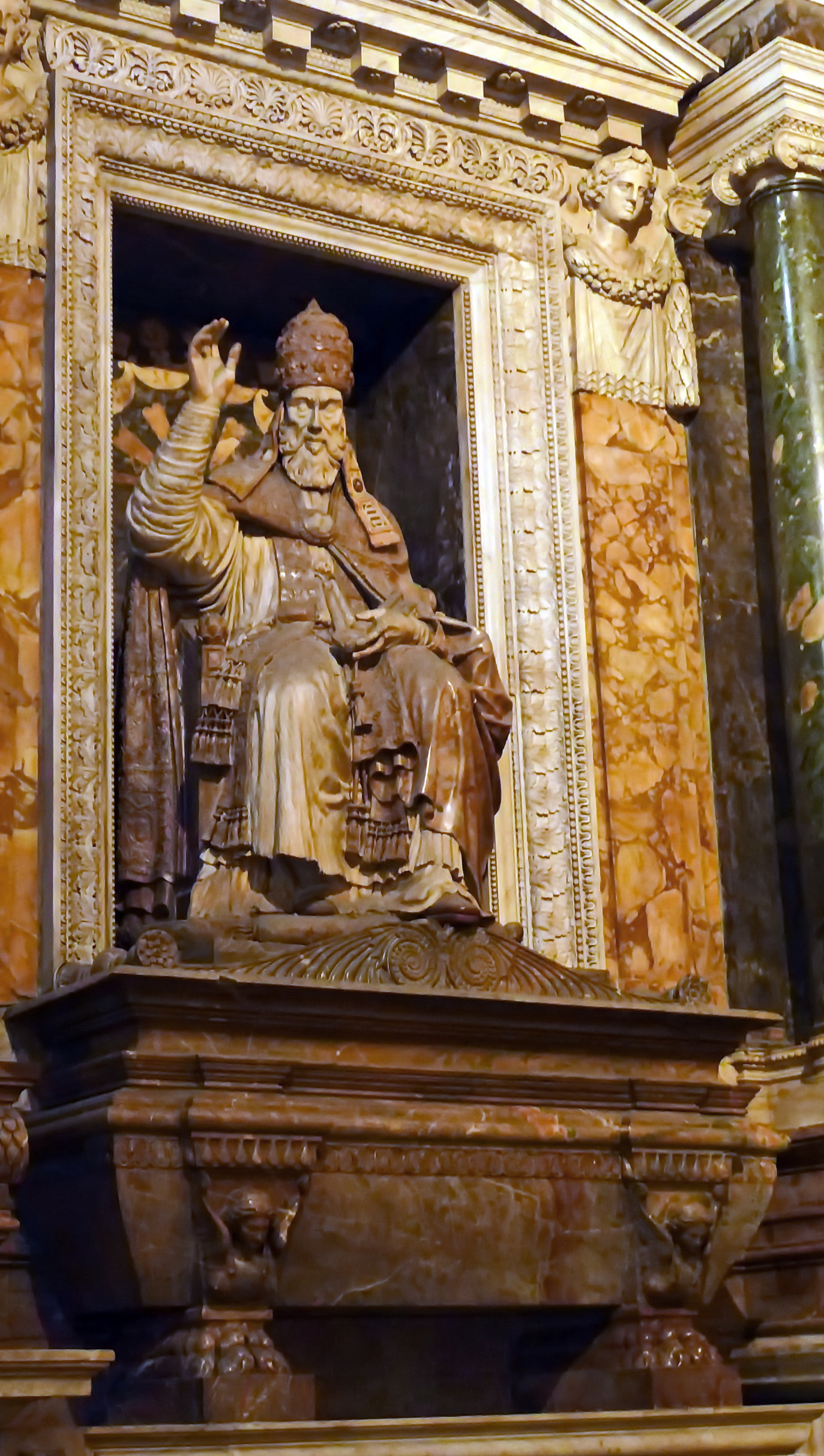
Grabmonument Pauls IV. in der Cappella Carafa

- 18. August: Gian Pietro Carafa, unter dem Namen Paul IV. Papst (* 1476)
- 06. September: Benvenuto Tisi Garofalo, italienischer Maler (* 1481)
- 15. September: Isabella Jagiellonica, Königin von Ungarn (* 1519)
- 24. September: Maria de Bohorques, spanische evangelische Märtyrerin (* um 1539)
- 25. September: Mircea Ciobanul, Woiwode der Walachei
- 27. September: Tilemann Schnabel, deutscher evangelischer Theologe und Reformator (* um 1475)
- 03. Oktober: Ercole II. d’Este, Herzog von Ferrara, Modena und Reggio, Sohn der Lucrezia Borgia (* 1508)
- 04. Oktober: Balthasar Käuffelin, deutscher Theologe und Rektor der Universität Tübingen (* um 1490)
- 04. Oktober: Philipp III., Graf von Nassau-Weilburg (* 1504)
- 06. Oktober: Wilhelm, Graf von Nassau-Dillenburg (* 1487)
- 05. November: Kanō Motonobu, japanischer Maler (* 1476)
- 08. November: Christoffer Huitfeldt, dänischer Reichsrat (* Anfang des 16. Jahrhunderts)
- 10. November: Jakob Milich, deutscher Mathematiker und Mediziner (* 1501)
- 18. November: Erasmus Sarcerius, deutscher lutherischer Theologe und Reformator (* 1501)
- 20. November: Frances Brandon, englische Adelige (* 1517)
- 26. November: Adolf, Graf von Nassau-Saarbrücken (* 1526)
- 01. Dezember: Hermann Falke, Lübecker Bürgermeister (* 1513/14)
- 09. Dezember: Vincenzo Diedo, Patriarch von Venedig (* 1499)
- 12. Dezember: Andreas Aurifaber, deutscher Arzt (* 1514)
- 13. Dezember: Michael Caelius, deutscher lutherischer Theologe und Reformator (* 1492)

### Genaues Todesdatum unbekannt
- Alessandro Pasqualini, italienischer Festungsbaumeister (* 1493)
- Balthasar Käuffelin, württembergischer Theologe und Reformator (* um 1490)
- Realdo Colombo, italienischer Anatom, Entdecker des Lungenkreislaufes (* um 1516)